# Алексєєв Володимир Олександрович
Алексє́єв Володи́мир Олекса́ндрович (нар. 17 травня 1947, Хабаровськ) — інженер-електрик, доктор технічних наук (1994).

## Життєпис
В 1970 році закінчив Іжевський механічний інститут. Працював в науково-дослідному центрі цього вузу: завідувачем лабораторії (1985—1991), заступником директора (1991—1993) фізико-технічного інституту Уральського відділення Російської АН.
В 1995—1998 роках був головою адміністрації Кізнерського району Удмуртії.
Володимир Олександрович займається дослідженнями в області створення спеціальних автоматичних інформаційно-вимірювальних систем контролю за навколишнім середовищем на локалізованій території. Автор більш як 100 наукових праць та винаходів. Підготував 9 кандидатів наук.